# La Pause (nouvelle)
Pour les articles homonymes, voir La Pause.
La Pause (titre original : The Pause) est une nouvelle de science-fiction d'Isaac Asimov parue aux États-Unis en 1954 dans l'anthologie Time To Come d'August Derleth, et publiée en France dans le recueil Flûte, flûte et flûtes !.

## Résumé
Lorsque son compteur Geiger affiche constamment 0, Alexander Johannison croit à une panne, mais lui et ses collègues découvrent que toute radioactivité a disparu du laboratoire. Alexander prévient son chef, Bill Everard, que quelqu'un a peut-être réussi à abolir les forces atomiques, paralysant ainsi l'arsenal nucléaire des États-Unis !
Everard alarmé appelle le Pentagone, mais tous, sauf Alexander, semblent alors oublier la notion même de radioactivité. Les livres de physique nucléaire semblent réécrits ; l'uranium et le plutonium sont inconnus ; le Commissariat à l'Énergie atomique devient « Commission Expérimentale de l'Air ». Everard croyant Johannison pris de lubies, le met en congé. Johannison veut prévenir le FBI, mais en vain, son chauffeur de taxi ne l'écoute pas.
De retour chez lui, Johannison apprend de sa femme Mercedes qu'un « visiteur » l'a devancé. De fait, un être aux traits artificiels attend Johannison pour lui expliquer que la radioactivité a été « effacée » du globe pour cinq ans, le temps que ce visiteur guérisse l'humanité de son agressivité et de sa paranoïa. Après cette « pause », les Johannison, et d'autres, pourront rebâtir une science atomique pacifiée.
Le visiteur parti, Mercedes se félicite que quelqu'un (Dieu ?) prenne en main le destin des Hommes, tandis qu'Alexander se sent impuissant, humilié et manipulé par cet être qui les considère comme son bétail.